# 點按式選盤

點按式選盤（英語：iPod Click Wheel）是一种安装于iPod上的控制键，它的前身是iPod Circle Wheel。第一款使用iPod Click Wheel的iPod型号是iPod mini。